# Trente Journées qui ont fait la France
 (août 2022).
« Trente Journées qui ont fait la France » est une collection de livres d'histoire de France lancée par les éditions Gallimard en 1959.

## Description
La collection a pour objectif de mettre en avant, dans chaque ouvrage, un temps fort de la construction de l'identité nationale. Pour ce faire, il est fait appel, non seulement à des historiens universitaires, mais aussi à des gens de lettres ayant une appétence pour leurs sujets. Jean Giono rédige ainsi le volume sur la bataille de Pavie.
La collection fait la part belle aux époques médiévale et moderne.
Elle s'adresse à un public « cultivé », intermédiaire entre un public « large » et un public « spécialisé ».

## Histoire
La collection est proposée à l'origine par Robert Gallimard à son oncle Gaston Gallimard, cofondateur et directeur des éditions Gallimard. Celui-ci accepte et confie la fonction de directeur de collection à l'historien Gérard Walter, qui l'assure depuis la création de la collection en 1959 jusqu'à ce qu'il trouve la mort en 1974. Robert Gallimard le remplace jusqu'à la publication du dernier volume en 1984.
Quelques volumes font autorité sur leurs questions et marquent durablement les esprits et l'historiographie, comme Le Dimanche de Bouvines de Georges Duby. 
En 2005, le même éditeur commence la publication d'une collection similaire, « Les Journées qui ont fait la France », dans laquelle sont repris quelques titres de la première collection (enrichis par la préface ou la postface d'un autre historien), mais qui offre aussi des nouveautés en introduisant de nouvelles dates ou en substituant de nouveaux auteurs aux anciens. Le directeur de collection à l'origine de cette reprise sous cette nouvelle forme est Ran Halévi depuis 2005.

## Distinctions
En 2010, le volume 16 juin 1940 : Le Naufrage d'Éric Roussel dans la nouvelle collection a reçu le Grand prix du livre d'histoire Ouest-France.

## Volumes

### «Trente Journées qui ont fait la France»
| No | Année | Journée                   | Titre                                     | Auteur(s)                       |       |
| -- | ----- | ------------------------- | ----------------------------------------- | ------------------------------- | ----- |
| 1  | 1964  | 25 décembre …             | Le Baptême de Clovis                      | Georges Tessier                 | [ α ] |
| 2  | 1966  | … Octobre 733             | La Bataille de Poitiers                   | Jean Henri Roy Jean Deviosse    |       |
| 3  | 1964  | 25 décembre 800           | Le Couronnement impérial de Charlemagne   | Robert Folz                     | [ β ] |
| 4  | 1984  | 3 juillet 987             | L'Avènement d'Hugues Capet                | Laurent Theis                   |       |
| 5  | 1973  | 27 juillet 1214           | Le Dimanche de Bouvines                   | Georges Duby                    | [ β ] |
| 6  | 1959  | 16 mars 1244              | Le Bûcher de Montségur                    | Zoé Oldenbourg                  |       |
| 7  | 1969  | 7 septembre 1303          | L'Attentat d'Anagni                       | Antoine de Lévis-Mirepoix       | [ α ] |
| 8  | 1960  | 31 juillet 1358           | Le Meurtre d'Étienne Marcel               | Jacques d'Avout                 |       |
| 9  | 1969  | 8 mai 1429                | La Libération d'Orléans                   | Régine Pernoud                  | [ β ] |
| 10 | 1966  | 5 janvier 1477            | La Mort de Charles le Téméraire           | Pierre Frédérix                 |       |
| 11 | 1963  | 24 février 1525           | Le Désastre de Pavie                      | Jean Giono                      |       |
| 12 | 1960  | 24 août 1572              | Le Massacre de la Saint-Barthélemy        | Philippe Erlanger               | [ α ] |
| 13 | 1964  | 14 mai 1610               | L'Assassinat d'Henri IV                   | Roland Mousnier                 | [ β ] |
| 14 | 1961  | 10 novembre 1630          | La Journée des Dupes                      | Georges Mongrédien              |       |
| 15 | 1977  | 17 juillet 1720           | La Banqueroute de Law                     | Edgar Faure                     |       |
| 16 | 1961  | 12 mai 1776               | La Disgrâce de Turgot                     | Edgar Faure                     |       |
| 17 | 1965  | 14 juillet 1789           | La Prise de la Bastille                   | Jacques Godechot                |       |
| 18 | 1969  | 10 août 1792              | La Chute de la royauté                    | Marcel Reinhard                 |       |
| 19 | 1974  | 27 juillet 1794           | La Conjuration du 9 thermidor             | Gérard Walter                   |       |
| 20 | 1959  | 9 novembre 1799           | Le Dix-huit Brumaire                      | Albert Ollivier                 | [ α ] |
| 21 | 1970  | 2 décembre 1804           | Le Sacre de Napoléon                      | José Cabanis                    | [ β ] |
| 22 | 1964  | 18 juin 1815              | Waterloo                                  | Robert Margerit                 |       |
| 23 | 1972  | 27, 28 et 29 juillet 1830 | La Révolution de Juillet                  | Jean-Louis Bory                 |       |
| 24 | 1967  | 24 février 1848           | La Première Résurrection de la République | Henri Guillemin                 |       |
| 25 | —     | 2 décembre 1851           | Coup d'État du 2 décembre 1851            | —                               |       |
| 26 | 1965  | 26 mars 1871              | La Proclamation de la Commune             | Henri Lefebvre                  |       |
| 27 | 1970  | 9 septembre 1914          | La Victoire de la Marne                   | Henry Contamine                 |       |
| 28 | 1968  | 11 novembre 1918          | L'Armistice de Rethondes                  | Pierre Renouvin                 | [ β ] |
| 29 | 1968  | 10 juillet 1940           | La Fin de la IIIe République              | Emmanuel Berl                   |       |
| 30 | 1965  | 25 août 1944              | De la chute à la libération de Paris      | Emmanuel d'Astier de La Vigerie |       |

### «Les Journées qui ont fait la France»
| No | Année | Journée                   | Titre                                                       | Auteur(s)                                 |       |
| -- | ----- | ------------------------- | ----------------------------------------------------------- | ----------------------------------------- | ----- |
| 1  | 2012  | 27 septembre 52 av. J.-C. | Alésia                                                      | Jean-Louis Brunaux                        |       |
| 2  | 2019  | 24 décembre 505 ?         | Le Baptême de Clovis                                        | Bruno Dumézil                             | [ α ] |
| 3  | 2008  | 25 décembre 800           | Le Couronnement impérial de Charlemagne                     | Robert Folz Laurent Theis (préface)       | [ β ] |
| 4  | 2005  | 27 juillet 1214           | Le Dimanche de Bouvines                                     | Georges Duby Pierre Nora (préface)        | [ β ] |
| 5  | 2010  | 7 septembre 1303          | Le Pape et le Roi. Anagni                                   | Guillaume de Thieulloy                    | [ α ] |
| 6  | 2006  | 8 mai 1429                | La Libération d'Orléans                                     | Régine Pernoud Jacques Le Goff (postface) | [ β ] |
| 7  | 2007  | 24 août 1572              | Le Massacre de la Saint-Barthélemy                          | Arlette Jouanna                           | [ α ] |
| 8  | 2006  | 1er août 1589             | Un régicide au nom de Dieu. L'Assassinat d'Henri III        | Nicolas Le Roux                           |       |
| 9  | 2008  | 14 mai 1610               | L'Assassinat d'Henri IV                                     | Roland Mousnier                           | [ β ] |
| 10 | 2015  | 1er septembre 1715        | La mort de Louis XIV. Apogée et crépuscule de la royauté    | Joël Cornette                             |       |
| 11 | 2005  | 21 juin 1791              | Varennes. La Mort de la royauté                             | Mona Ozouf                                |       |
| 12 | 2008  | 9-10 novembre 1799        | Le Dix-huit Brumaire. L'Épilogue de la Révolution française | Patrice Gueniffey                         | [ α ] |
| 13 | 2007  | 2 décembre 1804           | Le Sacre de Napoléon                                        | José Cabanis Patrice Gueniffey (postface) | [ β ] |
| 14 | 2013  | 21 février 1916           | Verdun                                                      | Paul Jankowski                            |       |
| 15 | 2006  | 11 novembre 1918          | L'Armistice de Rethondes                                    | Pierre Renouvin Antoine Prost (postface)  | [ β ] |
| 16 | 2009  | 16 juin 1940              | Le Naufrage                                                 | Éric Roussel                              |       |
| 17 | 2005  | 13 mai 1958               | L'Agonie de la IVe République                               | Michel Winock                             |       |